# Corea del Norte en la Copa Mundial de Fútbol de 1966
La Selección de Corea del Norte fue uno de los 16 equipos participantes de la Copa Mundial de Fútbol de 1966, que se realizó en Inglaterra entre los días 11 y 30 de julio de ese mismo año.

## Clasificación
En la zona de Asia y Oceanía había 4 equipos, en los que se incluyó a Sudáfrica por motivos políticos. Los cuatro equipos debían disputar una liguilla, en la que el campeón se enfrentaría al representante asiático. El equipo de Corea del Sur se vio obligado a retirarse de la eliminatoria debido a problemas logísticos, y la selección de Sudáfrica fue excluida por el apartheid, por lo que Corea del Norte y Australia se jugaron la clasificación entre ellas.
| Pos. | Equipo            | Pts. | PJ | G | E | P | GF | GC | Dif. | Clasificación |
| ---- | ----------------- | ---- | -- | - | - | - | -- | -- | ---- | ------------- |
| 1    | Corea del Norte   | 6    | 2  | 2 | 0 | 0 | 9  | 2  | +7   | Clasificado   |
| 2    | Australia         | 0    | 2  | 0 | 0 | 2 | 2  | 9  | −7   |               |
| —    | Sudáfrica (E)     | 0    | 0  | 0 | 0 | 0 | 0  | 0  | 0    |               |
| —    | Corea del Sur (E) | 0    | 0  | 0 | 0 | 0 | 0  | 0  | 0    |               |

 Fuente: 
| 21 de noviembre de 1965 | Corea del Norte                                                                  | 6:1 (1:0) | Australia             | Estadio Olímpico, Nom Pen, Camboya                       |                                                          |
|                         | Pak Doo-ik 15' · Pak Seung-zin 54' 80' · Im Seung-hwi 58' · Han Bong-zin 65' 88' |           | 70' (pen.) Scheinflug | Asistencia: 60 000 espectadores Árbitro(s): Patrick Nice | Asistencia: 60 000 espectadores Árbitro(s): Patrick Nice |

| 24 de noviembre de 1965 | Australia      | 1:3 (1:1) (Global 1:9) | Corea del Norte                          | Estadio Olímpico, Nom Pen, Camboya                                   |                                                                      |
|                         | Scheinflug 15' |                        | 18' 75' Kim Seung-il · 53' Pak Seung-zin | Asistencia: 40 000 espectadores Árbitro(s): Anthony Gregory de Silva | Asistencia: 40 000 espectadores Árbitro(s): Anthony Gregory de Silva |

Ante la falta de representante africano, Corea del Norte consiguió la clasificación para el Mundial.

## Plantel
Estos fueron los 22 jugadores convocados para el torneo:
| N.º |                            | Nombre          | Posición      | Edad    | PJ | G | Club         |
| --- | -------------------------- | --------------- | ------------- | ------- | -- | - | ------------ |
| 1   | Bandera de Corea del Norte | Lee Chang-myung | Arquero       | 19 años |    |   | Kigwancha    |
| 9   | Bandera de Corea del Norte | Lee Keun-hak    | Arquero       | 26 años |    |   | Amnokgang    |
| 2   | Bandera de Corea del Norte | Pak Li-sup      | Defensor      | 22 años |    |   | Amrokgang    |
| 3   | Bandera de Corea del Norte | Shin Yung-kyoo  | Defensor      | 22 años |    |   | Moranbong    |
| 5   | Bandera de Corea del Norte | Lim Zoong-sun   | Defensor      | 22 años |    |   | Moranbong    |
| 13  | Bandera de Corea del Norte | Oh Yoon-kyung   | Defensor      | 24 años |    |   | 8 de Agosto  |
| 14  | Bandera de Corea del Norte | Ha Jung-won     | Defensor      | 24 años |    |   | 8 de Agosto  |
| 19  | Bandera de Corea del Norte | Kim Yung-kil    | Defensor      | 22 años |    |   | Rodongja     |
| 20  | Bandera de Corea del Norte | Ryoo Chang-kil  | Defensor      | 25 años |    |   | Kigwancha    |
| 4   | Bandera de Corea del Norte | Kang Bong-chil  | Mediocampista | 22 años |    |   | 8 de Febrero |
| 6   | Bandera de Corea del Norte | Im Seung-hwi    | Mediocampista | 20 años |    |   | 8 de Febrero |
| 11  | Bandera de Corea del Norte | Han Bong-zin    | Mediocampista | 20 años |    |   | 8 de Febrero |
| 16  | Bandera de Corea del Norte | Li Dong-woon    | Mediocampista | 21 años |    |   | Rodongja     |
| 17  | Bandera de Corea del Norte | Kim Bong-hwan   | Mediocampista | 27 años |    |   | Kigwancha    |
| 18  | Bandera de Corea del Norte | Ke Seung-woon   | Mediocampista | 22 años |    |   | Rodongja     |
| 21  | Bandera de Corea del Norte | An Se-bok       | Mediocampista | 19 años |    |   | Amrokgang    |
| 7   | Bandera de Corea del Norte | Pak Doo-ik      | Delantero     | 24 años |    |   | Moranbong    |
| 8   | Bandera de Corea del Norte | Pak Seung-zin   | Delantero     | 25 años |    |   | Moranbong    |
| 10  | Bandera de Corea del Norte | Kang Ryong-woon | Delantero     | 24 años |    |   | Rodongja     |
| 12  | Bandera de Corea del Norte | Kim Seung-Il    | Delantero     | 20 años |    |   | Moranbong    |
| 15  | Bandera de Corea del Norte | Yang Song-guk   | Delantero     | 21 años |    |   | Kigwancha    |
| 22  | Bandera de Corea del Norte | Li Chi-an       | Delantero     | 21 años |    |   | 8 de Febrero |
|     | Bandera de Corea del Norte | Myung Rye-Hyun  | Entrenador    | 40 años |    |   |              |

## Participación

### Fase de grupos
Participó en el Grupo 4. Logró vencer a Italia 1-0, empató 1-1 con Chile y perdió 3-0 con la Unión Soviética; la sorpresa ocurrió en cuartos de final contra Portugal, en el primer minuto Seung Zin Pak abrió el marcador. 
Cuando el primer tiempo terminó 3-2 a favor de ellos, en el segundo tiempo ocurrieron dos penales cobrados por Eusébio que empató el marcador, sobre el minuto 80 José Augusto acabó con las esperanzas de los asiáticos y clasificó a Portugal a la semifinal contra Inglaterra.

### Tabla de posiciones
| Equipo          | Pts | PJ | PG | PE | PP | GF | GC | Dif |
| --------------- | --- | -- | -- | -- | -- | -- | -- | --- |
| Unión Soviética | 6   | 3  | 3  | 0  | 0  | 6  | 1  | +5  |
| Corea del Norte | 3   | 3  | 1  | 1  | 1  | 2  | 4  | –2  |
| Italia          | 2   | 3  | 1  | 0  | 2  | 2  | 2  | 0   |
| Chile           | 1   | 3  | 0  | 1  | 2  | 2  | 5  | –3  |

#### Unión Soviética - Corea del Norte
| 12 de julio de 1966 | Unión Soviética                     | 3:0 (2:0) | Corea del Norte | Ayresome Park, Middlesbrough                                          |                                                                       |
| 19:30 (GMT+1)       | Malofeyev 31' 88' · Banishevski 33' | Reporte   |                 | Asistencia: 23 006 espectadores Árbitro(s): Juan Gardeazábal (España) | Asistencia: 23 006 espectadores Árbitro(s): Juan Gardeazábal (España) |

| Uniformes | Uniformes |
| --------- | --------- |
|           |           |

#### Corea del Norte - Chile
| 15 de julio de 1966 | Corea del Norte | 1:1 (0:1) | Chile             | Ayresome Park, Middlesbrough                                            |                                                                         |
| 19:30 (GMT+1)       | S.Z. Pak 88'    | Reporte   | 26' (pen.) Marcos | Asistencia: 13 792 espectadores Árbitro(s): Ali Hussein Kandil (Egipto) | Asistencia: 13 792 espectadores Árbitro(s): Ali Hussein Kandil (Egipto) |

| Uniformes | Uniformes |
| --------- | --------- |
|           |           |

#### Corea del Norte - Italia
| 19 de julio de 1966 | Corea del Norte | 1:0 (1:0) | Italia | Ayresome Park, Middlesbrough                                          |                                                                       |
| 19:30 (GMT+1)       | D.I. Pak 42'    | Reporte   |        | Asistencia: 17 829 espectadores Árbitro(s): Pierre Schwinte (Francia) | Asistencia: 17 829 espectadores Árbitro(s): Pierre Schwinte (Francia) |

| Uniformes | Uniformes |
| --------- | --------- |
|           |           |

### Cuartos de final
| 23 de julio de 1966 | Portugal                                                    | 5:3 (2:3) | Corea del Norte                                         | Goodison Park, Liverpool                                                |                                                                         |
| 15:00 (GMT+1)       | Eusébio 27', 43' (pen.), 56', 59' (pen.) · José Augusto 80' | Reporte   | 1' Pak Seung-zin · 22' Li Dong-woon · 25' Yang Song-guk | Asistencia: 40 248 espectadores Árbitro(s): Menachem Ashkenazi (Israel) | Asistencia: 40 248 espectadores Árbitro(s): Menachem Ashkenazi (Israel) |

|  | Portugal 5 | Corea del Norte 3 |

| PORTUGAL: |                      |
| 3         | José Pereira         |
| 4         | Vicente Lucas        |
| 9         | Hilário da Conceição |
| 17        | João Morais          |
| 20        | Alexandre Baptista   |
| 10        | Mário Coluna 1'      |
| 12        | José Augusto         |
| 11        | António Simões       |
| 13        | Eusébio              |
| 16        | Jaime Graça          |
| 18        | José Augusto Torres  |
| DT        | Otto Glória          |

| COREA DEL NORTE: |                 |
| 1                | Lee Chang-myung |
| 3                | Shin Yung-kyoo  |
| 5                | Lim Zoong-sun   |
| 13               | Oh Yoon-kyung   |
| 14               | Ha Jung-won     |
| 6                | Im Seung-hwi    |
| 11               | Han Bong-zin    |
| 16               | Li Dong-woon    |
| 7                | Pak Doo-ik      |
| 8                | Pak Seung-zin   |
| 15               | Yang Song-guk   |
| DT               | Myung Rye-Hyun  |

Árbitros asistentes:

 Karol Galba

 Pierre Schwinté